# Probles marginatus
Probles marginatus är en stekelart som först beskrevs av Bridgman 1886.  Probles marginatus ingår i släktet Probles och familjen brokparasitsteklar. Inga underarter finns listade i Catalogue of Life.